# Акбулак (Бурлінський район)
Акбула́к (каз. Ақбұлақ) — село у складі Бурлінського району Західноказахстанської області Казахстану. Адміністративний центр та єдиний населений пункт Акбулацького сільського округу.
Населення — 776 осіб (2021; 763 у 2009, 990 у 1999, 948 у 1989).